# Friedrich Curtius (Mediziner)

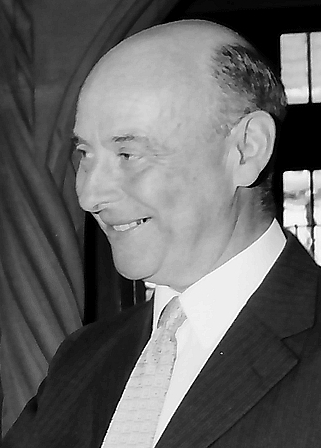
Friedrich Curtius (1967)

Friedrich Curtius (* 2. Oktober 1896 in Thann, Elsass; † 13. März 1975 in Weilheim in Oberbayern) war ein deutscher Internist, Erbpathologe und Psychosomatiker.

## Leben
Der Sohn des Beamten Friedrich Curtius besuchte das Realgymnasium in Straßburg und studierte Medizin an der Universität Heidelberg, wo er 1922 promovierte. Curtius arbeitete als Assistenzarzt an der Klinik für Innere Medizin der Universität Bonn. Ab 1. Oktober 1928 war er als Nachfolger von Fritz Kiffner für ein Jahr Assistent beim Kaiser-Wilhelm-Institut für Anthropologie, menschliche Erblehre und Eugenik. Er habilitierte sich 1930 in Bonn für Innere Medizin und wurde Arzt an der Poliklinik. Als Privatdozent wechselte er 1931 von Bonn nach Heidelberg. 1934 wurde er Leiter der Erbpathologischen Abteilung an der I. Medizinischen Universitätsklinik der Charité und 1935 außerplanmäßiger Professor an der Universität Berlin. Curtius war nicht Mitglied der NSDAP, jedoch Richter am Erbgesundheitsgericht und als Gutachter für das Reichssippenamt und das Reichsgesundheitsamt tätig. Ab 1940 gab er die 1935 als Fortsetzung der Zeitschrift für Konstitutionslehre gegründete Zeitschrift für menschliche Vererbungs- und Konstitutionslehre mit heraus. In der Endphase des Zweiten Weltkrieges war er als Arzt bei der Kriegsmarine eingesetzt.
Im Jahr 1944 definierte er ein auf konstitutionellen Faktoren beruhendes „vegetativ-endokrines Syndrom der Frau“. Nach Kriegsende wurde er 1946 Chefarzt der Medizinischen Klinik der Universität Lübeck. Auf ihn geht die inzwischen veraltete Bezeichnung Curtius-Syndrom für eine Hemihypertrophie zurück.

## Ehrungen
- Bundesverdienstkreuz I. Klasse (1967)[5]
- Benennung der Psychosomatischen Klinik in Malente-Gremsmühlen nach Curtius (1991)[5]

## Schriften (Auswahl)
- Versuche am Froschdarm. Dissertation, Universität Heidelberg, 1922.
- Multiple Sklerose und Erbanlage. Thieme, Leipzig 1933.
- Mit Richard Siebeck: Konstitution und Vererbung in der klinischen Medizin. Metzner, Berlin 1935.
- Die organischen und funktionellen Erbkrankheiten des Nervensystems. Enke, Stuttgart 1935.
- Mit Hans Schlotter und Edmund Schmolz: Tabes dorsalis: Klinische, erb- und konstitutionspathologische sowie sozialmedizinische Untersuchungen. Unter Verwertung der Erfahrungen aus der Kriegsbeschädigten-Versorgung. Thieme, Leipzig 1938.
- Hrsg. mit Curt Adam: Individualpathologie: Die Konstitution des Einzelmenschen in ihrer Bedeutung für Entstehung und Verlauf von Krankheiten. Eine Vortragsreihe. Fischer, Jena 1939.
- Mit Karl-Heinz Krüger: Das vegetativ-endokrine Syndrom der Frau. Urban & Schwarzenberg, München/Berlin 1952.
- Klinische Konstitutionslehre. Springer, Berlin 1954.
- Individuum und Krankheit: Grundzüge einer Individualpathologie. Springer, Berlin 1959.
- Die Colitis ulcerosa und ihre konservative Behandlung. Springer, Berlin 1962.
- Moderne Asthmabehandlung: Atemschulung, Entspannung, Psychotherapie. Springer, Berlin 1965.
- Von medizinischem Denken und Meinen. Enke, Stuttgart 1968.